# Lidia Kozubek
Lidia Kozubek, właśc. Leokadia Kozubek (ur. 19 stycznia 1927 w Poznaniu, zm. 10 października 2015) – polska pianistka i pedagog.

## Życiorys
W 1948 rozpoczęła studia muzyczne nauki gry na fortepianie pod kierunkiem Władysławy Markiewiczówny w Katowicach, które ukończyła z wyróżnieniem. Studiowała też muzykologię na Uniwersytecie Jagiellońskim do 1952. Brała udział w kursach międzynarodowych u Artura Benedettiego Michelangelego, a także napisała o nim książkę pt. Arturo Benedetti Michelangeli. Człowiek, artysta, pedagog. Dokonywała nagrań muzyki Fryderyka Chopina dla Polskiego Radia. Od 2000 była Damą Zakonu Rycerskiego Bożego Grobu w Jerozolimie. W 2010 komentowała Międzynarodowy Konkurs Pianistyczny im. Fryderyka Chopina na antenie TVP2. Zmarła w szpitalu po doznaniu udaru mózgu. Została pochowana na cmentarzu w Borowej Wsi-Mikołowie.

## Odznaczenia
- Krzyż Oficerski Orderu Odrodzenia Polski[5]
- Krzyż Kawalerski Orderu Odrodzenia Polski[5]